# Scaphium longipetiolatum
Scaphium longipetiolatum là một loài thực vật có hoa trong họ Cẩm quỳ. Loài này được (Kosterm.) Kosterm. miêu tả khoa học đầu tiên năm 1965.